# Гітлер'югенд

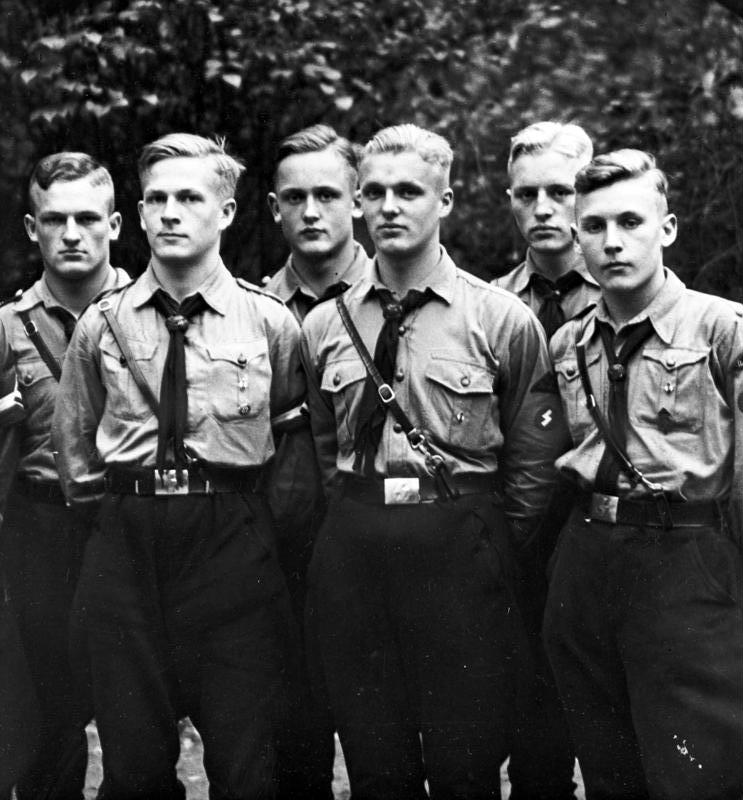
Групове фото. Із зібрання фотознімків 1933 року

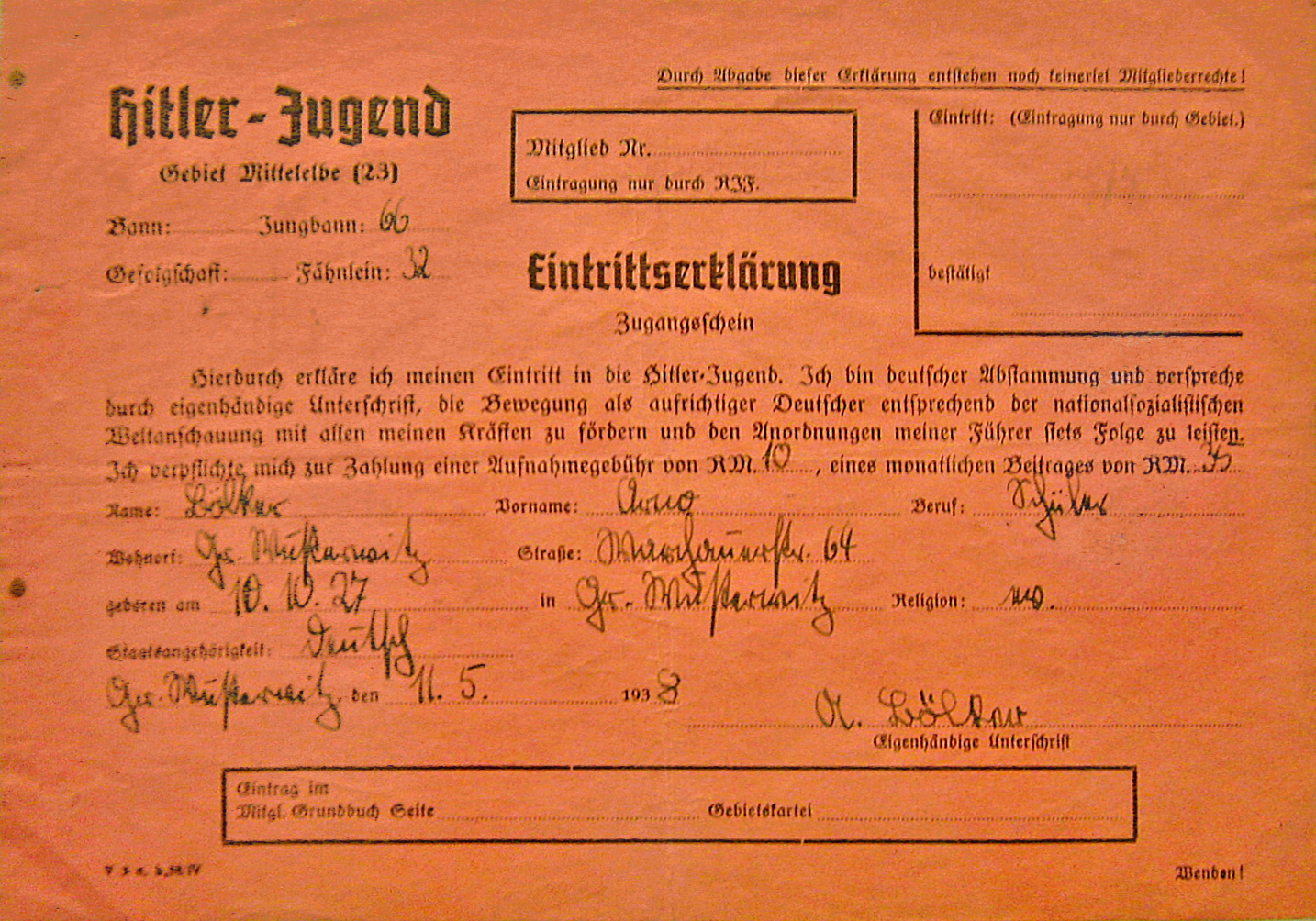
Заява про вступ до гітлер'югенду 1938 року

Гітлер'ю́генд (також поширене написання Гітлерюгенд, нім. Hitler-Jugend, Hitlerjugend, HJ) — молодіжна нацистська воєнізована організація, головний кадровий резерв НСДАП. Створена у березні 1922 року як Молодіжна Федерація націонал-соціалістів. 30 жовтня 1931 Гітлер'югенд очолив рейхс'югендфюрер Бальдур фон Ширах, що підпорядковувався безпосередньо Гітлеру. Приналежність молоді Німеччини до «Гітлер'югенду» була обов'язковою. Заборонена 10 жовтня 1945.

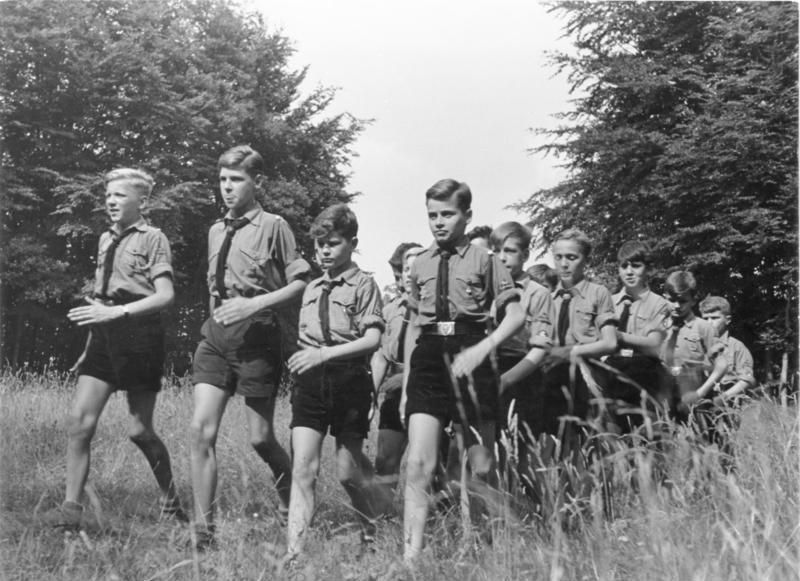
В літніх таборах

Гасло Гітлер'югенду — «Кров і честь» (нім. Blut und Ehre).

## Історія організації

### Розвиток організації з 1922 до 1933 року
У 1923 році, через 4 роки після заснування
нацистської партії і через рік заснування Молодіжної Федерації
націонал-соціалістів, за пропозицією Адольфа
Гітлера була створена молодіжна секція при НСДАП, яка після серії перейменувань в 1926 р. з подачі Юліуса Штрейхера отримала назву «Гітлер'югенд» — «гітлерівська молодь».
З 1925 по 1931 рік організацію очолював Курт Грубер. У жовтні 1931 року він
зайняв посаду у вищому керівництві СА, на зміну йому прийшов Адріан фон Рентельн.
До початку 1933 року кількість членів «Гітлер'югенду»
збільшилася в 30 разів, досягнувши 300 000 осіб. [1]. Однак повністю підпорядкувати і нацифікувати молодіжний рух Німеччини
вдалося значно пізніше, лише за допомогою насильницьких силових методів «Третього Рейху».
В останні роки Веймарської республіки «Гітлер'югенд»
зробив свій вклад в ескалацію насильства на вулицях німецьких міст. Так, наприклад, організовані групи «Гітлерюгенда» нападали на кінотеатри, де демонструвався
антивоєнний фільм «На Західному фронті без змін», який був знятий за мотивами
книги німецького письменника Еріха Марії
Ремарка. Сам Е. М. Ремарк переслідувався нацистами за свої антивоєнні
погляди. Насильство проти власників кінотеатрів і глядачів призвело до того, що
фільм був вилучений з прокату у багатьох регіонах Німеччини. [1].

### Розвиток організації з 1933 до 1939 року
Прихід нацистів до влади 30 січня 1933 року
дозволив організації зайняти своє місце у структурі державного апарату
Німеччини. З цього часу фактично вся німецька молодь, за планами партії, зобов'язана
була вступати до «Гітлер'югенду». Після 30 січня керівництво «Гітлер'югенду»
почало  претендувати на виключну роль у
роботі з молоддю. У цьому ж році керівником організації був призначений Бальдур фон Ширах.
5 квітня 1933 року фон Ширах наказав підрозділам «Гітлер'югенду»
зненацька захопити канцелярії Державного Комітету Німецьких Молодіжних
Організацій. Від цієї акції керівництво «Гітлер'югенду» отримало важливі
матеріали про інші молодіжні організації, зокрема про їх керівництво та їх
адреси. Це сприяло політиці ліквідації інших молодіжних організацій зі
структури державного апарату Німеччини.
Значно зросла кількість членів організації: до
кінця 1934 року вона налічувала 3,5 мільйона осіб. [2].
У 1934 році було підписано угоду між імперськими
керівниками молоді, селян і спортсменів, з метою включення сільської та спортивної
молоді у склад «Гітлер'югенду». Включення спортивної молоді до «Гітлер'югенду»
було завершено у червні 1936 року, а сільської — у липні 1935 року. Угода, підписана Бальдуром фон Ширахом та імперським спортивним керівником
забезпечувала «Гітлер'югенду» фактичну монополію у сфері молодіжного спорту до
18 років. [2].

### Розвиток організації з 1939 до 1945 року
Головним напрямком роботи «Гітлер'югенду» під час війни стає залучення молоді до підтримки Вермахту. У 1940 році імперське
керівництво «Гітлерюгенду» очолив Артур Аксман, колишній заступник Бальдура фон Шираха. Сам фон Ширах, після
проведеної проти нього обвинувальної кампанії (зокрема, висміювалося його
аристократичне походження), був призначений на пост гауляйтера Відня.
У січні 1943 року у Німеччині було запроваджено
обов'язкову службу молоді допризовного віку. Як правило, це були школярі
старших класів, вони залучалися до служби в зенітно артилерійських частинах
цілими підрозділами «Гітлер'югенду». Вони вважалися такими, що виконують
«молодіжну службу», а не солдатами, але фактично служили у Вермахті, роблячи
можливим відправку дорослих зенітників на фронт.
У січні 1945 року керівництво «Гітлер'югенду»
оголосило «імперський призов» до лав збройних сил. Понад 70 % юнаків 1928 року
народження повинні були заявити про готовність служити у вермахті. Дівчата
призивалися у допоміжні корпуси. З вересня 1944 по січень 1945 року на службу в
гітлерівську армію було залучено 150 000 дівчат.
Після поразки Третього Рейху організацію було
розпущено.

## Внутрішня структура організації, її функції
«Гітлер'югенд» був організований за військовим
зразком і за принципом «молодь керує молоддю», організація охоплювала німецьку
молодь віком від 10 до 18 років і ділилася за віковими категоріями.
- Молодша група: хлопчики від 10 до 14 років — «Дойчес Юнгфольк» («Німецька молодь»);

- Старша група: з 14 до 18 років — власне «Гітлер'югенд».

Жіноча
організація в складі «Гітлер'югенд»:
- дівчата у віці від 10 до 14 років — «Юнгмедельбунд» («Союз дівчаток»);

- дівчата у віці від 14 до 18 років — «Бунд Дойчер Медель» («Союз німецьких дівчат»).

Члени «Гітлер'югенду» залучалися до роботи в
магазинах для розподілу та доставки продуктів, прибирали сніг і сміття.
«Почесною службою» для дівчат було оголошено надання допомоги сім'ям загиблих
на війні в догляді за дітьми, у веденні домашнього господарства. Вони працювали
в дитячих садках, лазаретах, будинках престарілих та інвалідів. Організовувалися
культурні відвідування молоддю з «Гітлер'югенду» сільської місцевості, де велася
пропагандистська робота з місцевою молоддю.

## Керівники «Гітлер'югенду»
- Г. А. Ленк (травень 1922 року — листопад 1923 року);
- К. П. Грубер (лютий 1925 року — жовтень 1931 року);
- А. фон Рентельн (жовтень 1931 року — червень 1932 року);
- Б. фон Ширах (жовтень 1931 року — серпень 1940 року);
- А. Аксман (серпень 1940 року — травень 1945 року).